# آریانا هارویچ
آریانا هارویکز (زاده ۱۹۷۷ در بوئنوس آیرس) نویسنده، فیلمنامه‌نویس، نمایشنامه‌نویس و مستندساز یهودی آرژانتینی است. او مدرک هنرهای نمایشی خود را از دانشگاه پاریس هفتم و مدرک کارشناسی ارشد خود را در رشته ادبیات تطبیقی از دانشگاه سوربن دریافت کرد.
اولین رمان او، ماتات، عشق (۲۰۱۲)، با عنوان «بمیر، عشق من» (۲۰۱۷، انتشارات چارکو) به انگلیسی ترجمه شد و در فهرست اولیه جایزه بین‌المللی من بوکر ۲۰۱۸ قرار گرفت.